# ABCマート

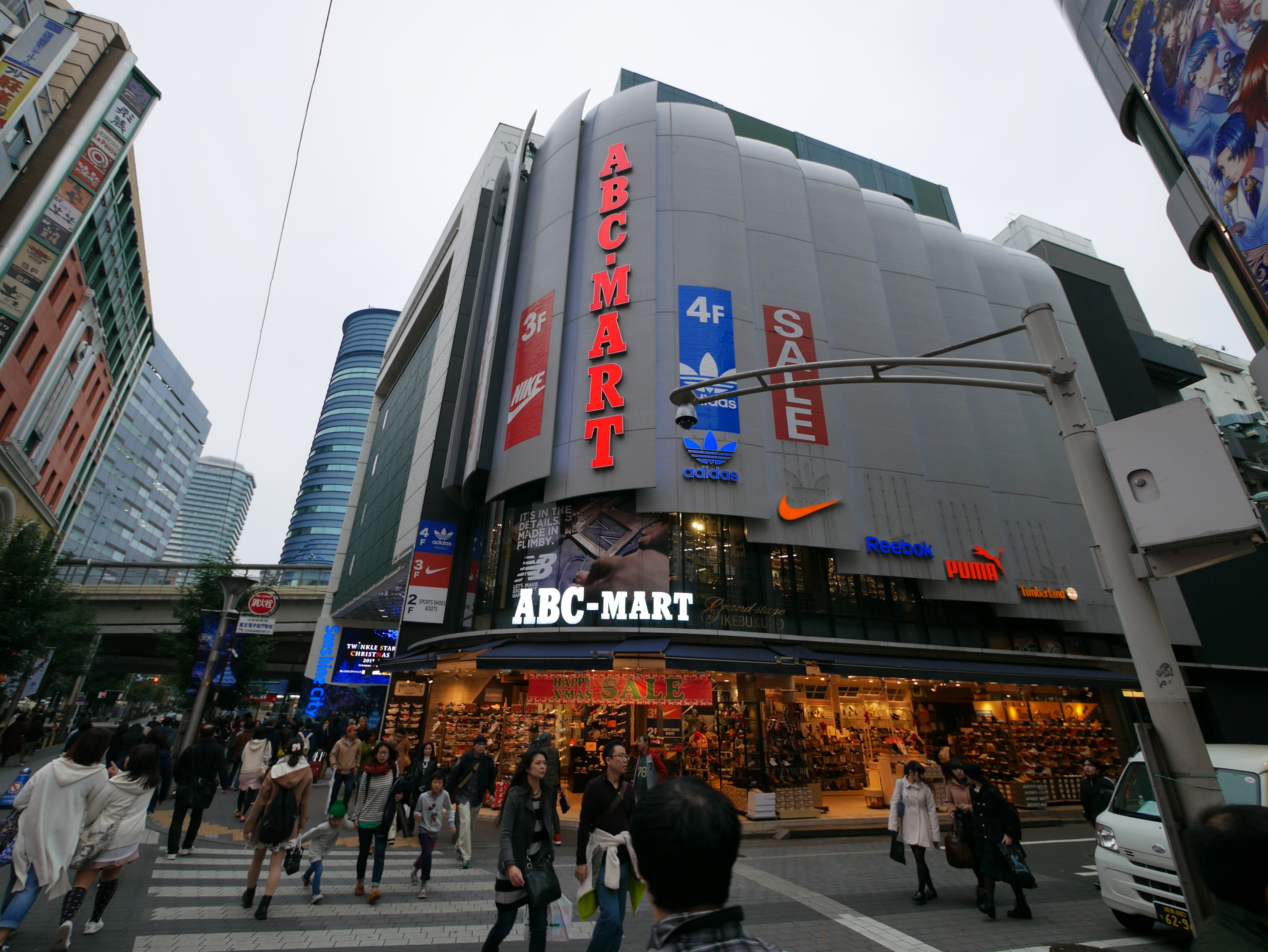
ABCマートGrand Stage池袋店

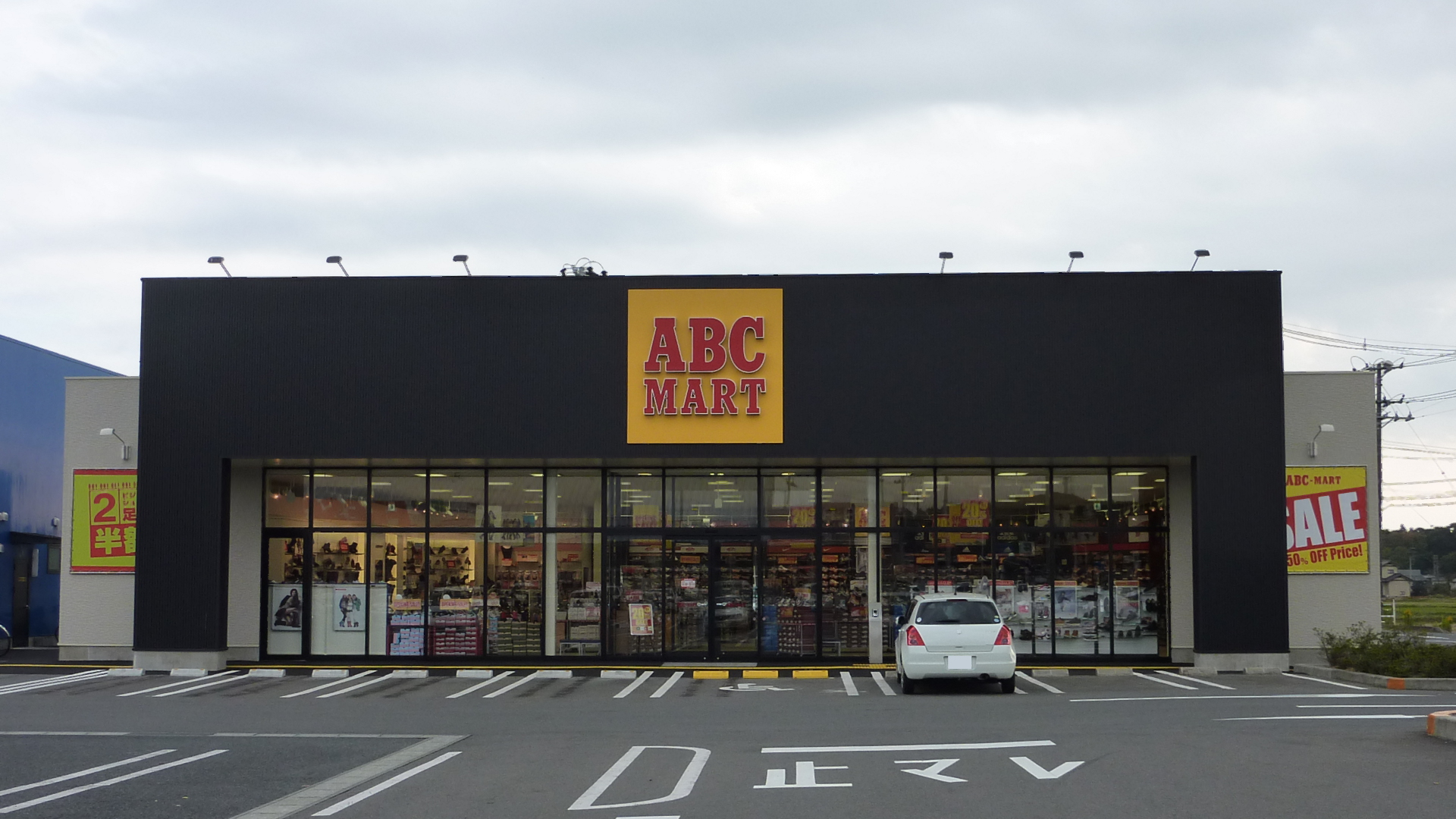
ABCマート南相馬原町店

株式会社エービーシー・マート（英: ABC-MART,INC.）は、東京都港区に本社を置く、靴小売業大手の企業である。国内外に靴や衣料品のチェーン店「ABCマート」（エービーシーマート）を展開する。

## 概説
主に靴の小売りチェーンを全国に展開している。2019年11月末現在で日本1,020店舗、日本国外312店舗を展開する。日本店舗は都心の繁華街に路面店、地方を中心にロードサイド型の大型店、その他（主に都市圏郊外）はショッピングセンターやファッションビルの専門店テナントとして出店している。また、一部のアウトレットモールにもアウトレットストアとして出店している。
HAWKINSやVansブランドの商標権を取得し、ナショナルブランドとして同ブランドの靴を独占販売をしている。
ナショナルブランドを主力としたSPA方式（商品企画から販売までの一括管理）を導入し低価格・高品質な商品を販売。靴小売業としては異例の利益率20%を超える売上げを記録している。

## 沿革
- 1985年 - 東京・早稲田において、靴及び衣料品の輸入販売商社として株式会社国際貿易商事を設立。
- 1987年 - 商号を株式会社インターナショナル・トレーディング・コーポレーション(ITC)に変更。
- 1990年 - 有限会社エービーシー・マートを設立。
- 1997年 - 有限会社エービーシー・マートを株式会社に改組し、株式会社エービーシー・マートに商号変更。
- 2000年10月19日 - 株式を店頭登録（現・ジャスダック）。
- 2002年 - 
  - ITCが（旧）株式会社エービーシー・マートを吸収合併し、商号を（新）株式会社エービーシー・マートに変更。
  - 11月22日 - 東京証券取引所市場第一部へ鞍替え。
- 2009年
  - 2月 - 15日放送のNHK番組「経済羅針盤」で取り上げられた[3]。
  - 6月 - ユナイテッドアローズ（東証1部　小売業）に資本参加。持分法適用会社化。
- 2010年9月 - ユナイテッドアローズが実施する自己株式のTOBに応じ、株式を売却。非持分法適用会社化。
- 2012年 - アメリカのラクロス・フットウェア（英語版）を買収[4]。
- 2013年 - 国内初の靴工場『ABC SHOE FACTORY』を設立（石川県志賀町）。
- 2014年 - アメリカのホワイツブーツを買収[5]。
- 2019年 - 国内1,000店舗達成。
- 2022年3月1日 - セブン&アイ・ホールディングスからオッシュマンズ・ジャパンを買収[6]。
- 2025年4月28日 - 本社を港区麻布台の麻布台ヒルズ森JPタワーに移転[7]。

## 店舗形態
- ABC-MART
- ABC-MART GRAND STAGE
- ABC-MART Premier Stage
- ABC-MART MEGA STAGE
- ABC-MART SPORTS
- ABC-MART ATHLETE
- ABC KID'S MART
- Hawkins
- Vans
- Charlotte by ABC-MART
- ACE Shoes
- BILLY'S ENT
- CaliforniaDept.
- STUMPTOWN
- SHOES FACTORY by ABC-MART

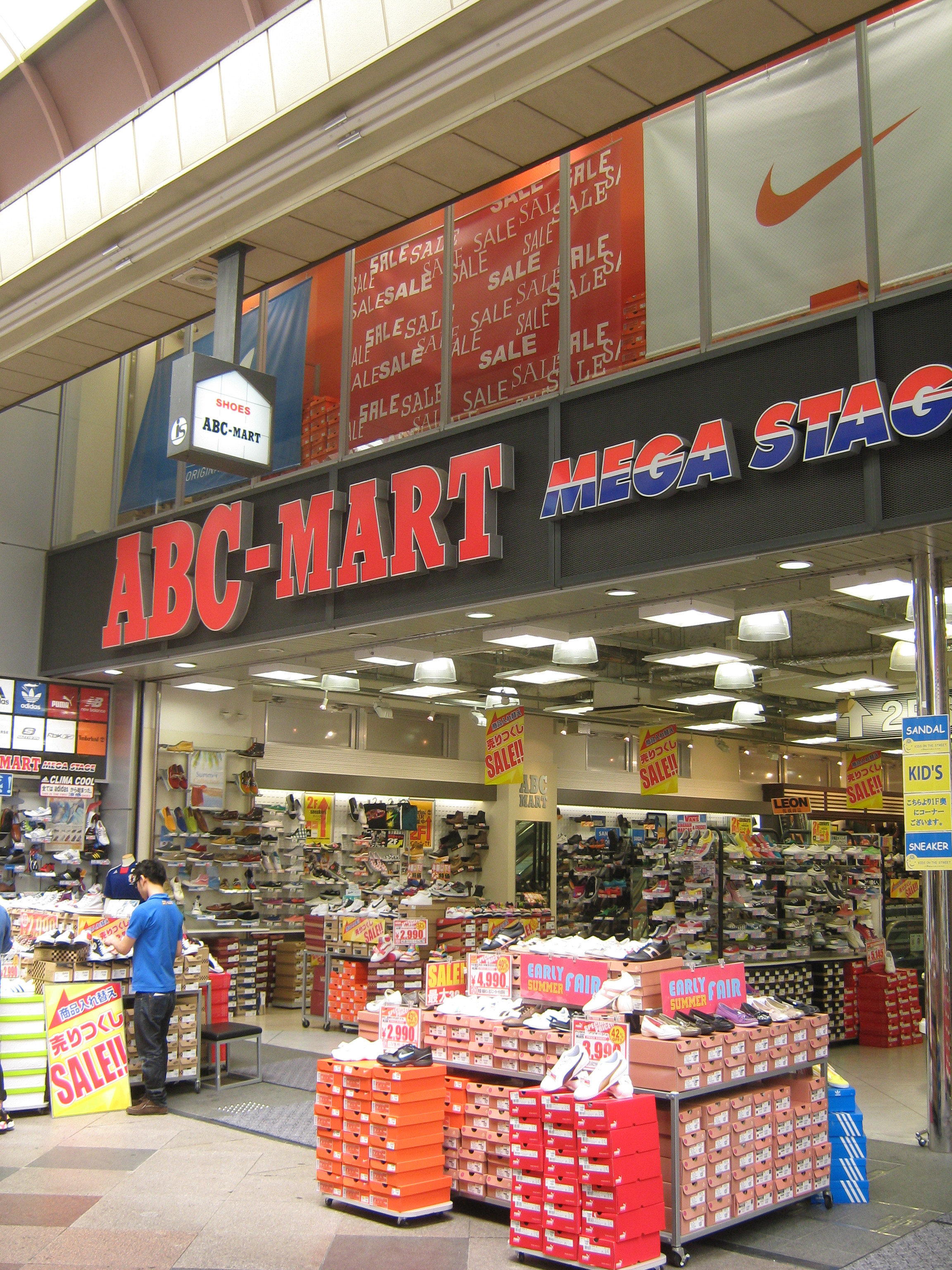
ABCマート新京極店（現在はGRAND STAGE新京極店）

## 店内放送

### ABCリコメンズ
全国のABCマートの店内で「ABCリコメンズ（ABC Recommends!）」と呼ばれるオリジナル番組が放送されている（一部店舗を除く）。
ナビゲーターの佐野文俊とアーティストを中心としたゲストが半年間の番組MCを担当。
30分に1回のペースで流れる約20分間の番組で、放送内容は2週間に1度更新されている。
番組コーナー
- Music Recommend - ABCマートがおすすめする最新ミュージックリコメンド（リンクのNew Disc Recommendと連動）。
- ABC SMILE NAVIGATION - 最新シューズ・ショップ情報。
- Twitterコーナー - リスナーから寄せられたメッセージを紹介するコーナー。

歴代のゲスト出演者
|        | 前半                | 後半             |
| ------ | ------------------- | ---------------- |
| 2012年 | 不明                | fumika           |
| 2013年 | 不明                | 島谷ひとみ       |
| 2014年 | 安田レイ            | 住岡梨奈         |
| 2015年 | トミタ栞            | SCANDAL          |
| 2016年 | 青山テルマ          | BENI             |
| 2017年 | 越野アンナ          | セレイナ・アン   |
| 2018年 | Miyuu               | 足立佳奈         |
| 2019年 | 私立恵比寿中学      | まるりとりゅうが |
| 2020年 | 7ORDER              | Da-iCE           |
| 2021年 | ORβIT、BUGVEL、HICO | 放送休止         |

## 不祥事

### 時間外労働による労働基準法違反
2015年7月2日、東京労働局過重労働撲滅特別対策班は東京地検に時間外労働による労働基準法違反で運営会社と役員らを書類送検した。2014年に都内の2店舗で4人の従業員に対し、大幅な時間外労働をさせた疑いによるものである。同局は店舗で長時間残業が横行しているとしてABCマートに是正勧告をしたが、改善がみられないため、書類送検に踏み切った。なお、特別対策班が発足後、初めて行う送検である。
この件に関しABCマートの小島穣取締役は、同8日の決算発表の席上、「昨年中に採用増や労働時間の管理徹底など対策を講じ、長時間残業はすでに全店舗で解消した」と説明している。

### 景品表示法違反（有利誤認）
2017年3月28日、「HAWKINS」や「Vans」など4ブランドの靴やサンダルなど47商品に関して、2015年に新聞折り込みチラシで、実際の販売価格とそれを上回る「メーカー希望小売価格」を自ら設定して併記し、値引き販売しているような誤解を与えるとして、景品表示法違反（有利誤認）で消費者庁から再発防止の措置命令を受けた。

## テレビ番組
- 日経スペシャル カンブリア宮殿 売れる秘密は店員力にあり！（2009年6月15日、テレビ東京）[14]

## 書籍

### 関連書籍
- 『金髪少年を売上日本一の販売員に育てたABCマート店長55の教え』（著者:成田直人）（2012年12月5日、こう書房）ISBN 9784769610830